# Svahová
Svahová (deutsch Neuhaus) ist ein Ortsteil der Gemeinde Boleboř in Tschechien.

## Geographie
Die von Wäldern umgebene Streusiedlung Svahová liegt etwa sieben Kilometer nördlich von Jirkov auf dem Erzgebirgskamm an den nördlichen Hängen des Farský vrch (799 m) rechtsseitig über dem Tal des Lužec (Aubach). Nordöstlich erheben sich der Lesenská pláň (Hübladung, 921 m) und die Lesná (Ladung, 911 m), im Osten die Sommerleithe (818 m) und der Zámecký vrch (Kleiner Seeberg, 684 m) mit den Resten der Burg Nový Žeberk, südwestlich die Legina (770 m), im Westen der Kohoutí vrch (Hahnhübel, 844 m) und der Mezihořský vrch (Beerhübel, 916 m) sowie im Nordwesten der Blahutov (854 m). Nordwestlich des Dorfes entspringt der Bach Lužec, der auch als Nivský potok bezeichnet wird.
Nachbarorte sind Rudolice v Horách und V Díře im Norden, Lesná im Nordosten, Červená Jáma im Osten, Pyšná und das Forsthaus Aumühle im Südosten, Boleboř und Orasín im Süden, Mezihoří im Südwesten, Zákoutí im Westen sowie Kalek im Nordwesten.

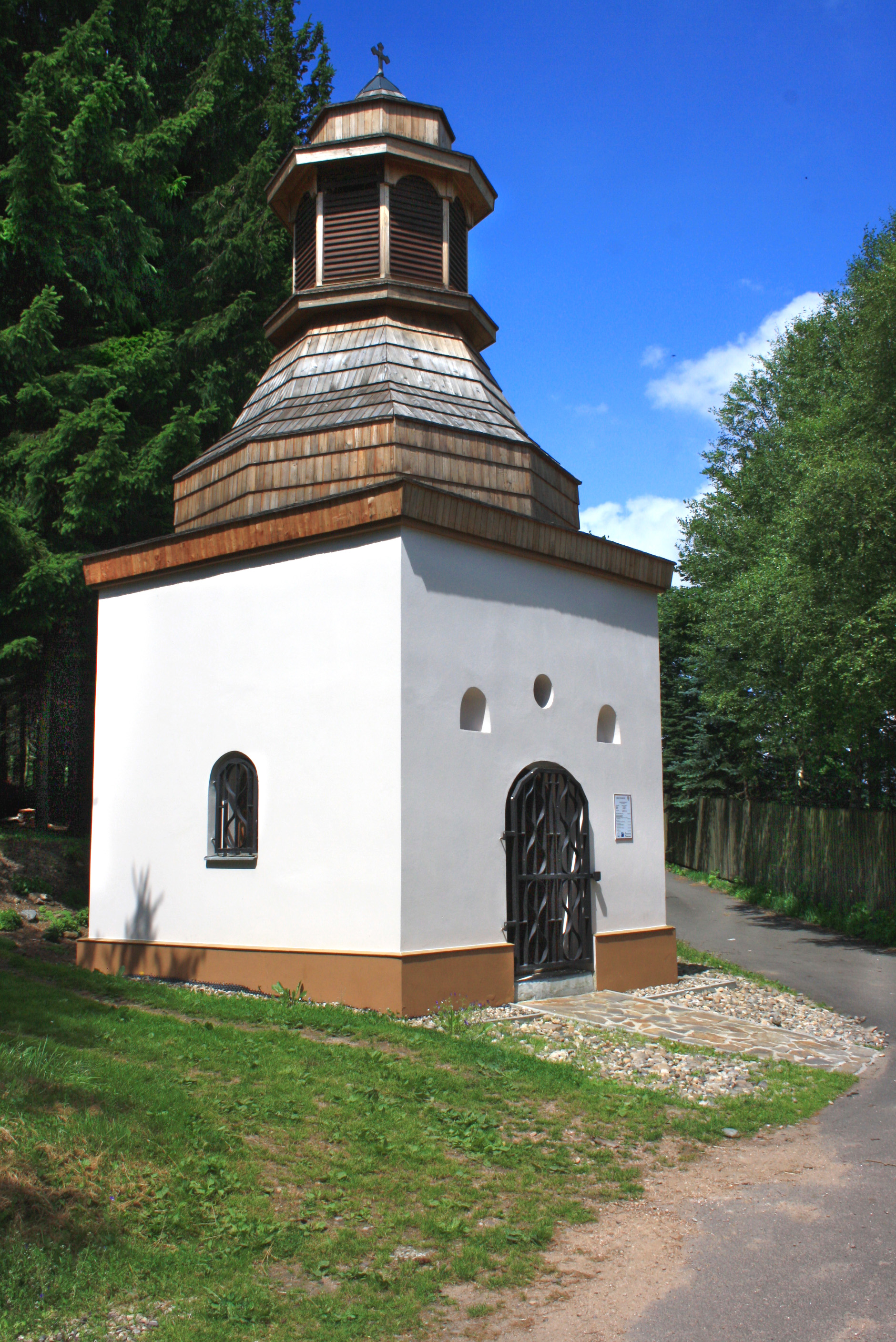
Kapelle in Svahová

## Geschichte
Die Ansiedlung wurde wahrscheinlich kurz nach 1554 durch den Besitzer der Herrschaft Rothenhaus, Christoph von Carlowitz, als Holzfällersiedlung für die von ihm bei Görkau angelegte Alaunhütte St. Christoph sowie das gleichnamige Alaunbergwerk gegründet. Den aus Kursachsen herbeigerufenen Berg- und Hüttenleuten gewährte Carlowitz neben weiteren Privilegien auch das Recht zum Abbau von Alaunschiefer in zwei Waldgebieten seiner Herrschaft. Die erste schriftliche Erwähnung des Gutes Newen Haus erfolgte 1563 im Kaadener Kopialbuch in einer Urkundenabschrift als Teil des landtäflischen Gutes St. Christoph. 1577 verkaufte Carlowitz den größten Teil seiner Besitzungen seinem Stiefsohn August von Gersdorff. Die Alaunhütte und das zugehörige Alaunwerk St. Christoph sowie die Holzfällersiedlung Nauenhaus behielt er jedoch. Bergbaurecht wurde nachfolgend zwischen Georg Meinl, der nach Carlowitz Tode die Alaunhütte mit allem Zubehör erworben hatte, und August von Gersdorff strittig. 1610 verkaufte Meinl die Waldgebiet und 1613 auch die Alaunhütte St. Christoph an die Stadt Görkau. Während des Dreißigjährigen Krieges fiel die Siedlung Neuhaus wüst. In der berní rula wurde der Ort nicht erwähnt, die vier Familien Kroh, Neumann und Herklotz, welche in Görkau bei der Hütte aufgeführt sind, lebten wahrscheinlich in Neuhaus, da dieselben Namen 1716 im Görkauer Steuerregister bei Neuhaus eingetragen sind. 1713 wurden 14 Wirtschaften in Neuhaus und die Bergbausiedlung Im Loch (V Díře) erwähnt. Aus der Mitte des 18. Jahrhunderts existieren weitere Überlieferungen, die Neuhaus als eine aus 18 Häusern bestehende Ansiedlung inmitten von Wäldern beschreiben. Neuhaus gehörte zu dieser Zeit wieder zur Herrschaft Rothenhaus, die die Stadt Görkau samt ihre Besitzungen zurückerworben hatte. Georg von Buquoy errichtete in der Zeit zwischen 1817 und 1819 mehrere Glashütten, darunter auch die Georgshütte in Neuhaus. 1819 brannte die Georgshütte ab und wurde im selben Jahre wiederaufgebaut. Außerdem wurde zu dieser Zeit in der Umgebung des Dorfes Eisenerz gefördert, das in Hohenofen verhüttet wurde. Wegen der Gebirgslage spielte die Landwirtschaft nur eine untergeordnete Rolle, zumeist wurde Weidewirtschaft betrieben. Schul- und Pfarrort war Göttersdorf.
Nach der Aufhebung der Patrimonialherrschaften bildete Neuhaus ab 1850 eine Gemeinde in der Bezirkshauptmannschaft Komotau. Der Ort bestand aus 32 Häusern und hatte 198 Einwohner. 1868 wurde das Dorf nach Görkau eingemeindet und verblieb seitdem bei der Stadt. In der ersten Hälfte des 20. Jahrhunderts wandelte sich Neuhaus zu einem Erholungsort. Es entstanden ein Sporthotel, eine Sprungschanze, ein Turnerheim und ein Müttergenesungsheim. Am 28. August 1938 wurde in Neuhaus der sudetendeutsche Politiker Konrad Henlein von mehreren Tausend Menschen umjubelt, als er nach Rothenhaus zum Treffen mit dem britischen Lord Walter Runciman anreiste. Nach dem Münchner Abkommen wurde das Dorf 1938 dem Deutschen Reich zugeschlagen und gehörte bis 1945 zum Landkreis Komotau. Nach dem Ende des Zweiten Weltkrieges kam Neuhaus zur Tschechoslowakei zurück und die durchweg deutschen Bewohner wurden vertrieben. 1950 lebten in den 33 Wohnhäusern nur noch 22 Menschen. Im darauffolgenden Jahr wurde das Dorf in Svahová umbenannt. Das gleichnamige Forsthaus südlich von Jindřichova Ves erhielt den Namen Nový Dům. 1964 erfolgte die Umgemeindung nach Boleboř. 1970 dienten in Svahová nur drei Häuser dauerhaft zu Wohnzwecken und der Ort hatte elf Einwohner. Zu den Besitzern der Ferienhäuser gehörte auch der tschechoslowakische Präsident Antonín Novotný. Um 1990 bestanden in Svahová 47 Ferienhäuser. An der Abfahrt zum Tal des Lužec besteht eine Skiliftanlage. Im Jahre 2001 bestand das Dorf aus 4 Wohnhäusern, in denen 8 Menschen lebten.

## Entwicklung der Einwohnerzahl
| Jahr | Einwohnerzahl |
| ---- | ------------- |
| 1869 | 161           |
| 1880 | 163           |
| 1890 | 143           |
| 1900 | 142           |
| 1910 | 128           |

| Jahr | Einwohnerzahl |
| ---- | ------------- |
| 1921 | 107           |
| 1930 | 110           |
| 1950 | 22            |
| 1961 | 8             |
| 1970 | 11            |

| Jahr | Einwohnerzahl |
| ---- | ------------- |
| 1980 | 7             |
| 1991 | 3             |
| 2001 | 8             |
| 2011 | 16            |

## Sehenswürdigkeiten
- Kapelle, errichtet in der Mitte des 19. Jahrhunderts
- Reste der Burg Nový Žeberk am Zámecký vrch östlich des Dorfes